# Marruecos en los Juegos Olímpicos de Múnich 1972
Marruecos estuvo representado en los Juegos Olímpicos de Múnich 1972 por un total de 35 deportistas, 33 hombres y 2 mujeres, que compitieron en 5 deportes.
El equipo olímpico marroquí no obtuvo ninguna medalla en estos Juegos.